# Lottstetten
Lottstetten é um município da Alemanha, no distrito de Waldshut, na região administrativa de Freiburg , estado de Baden-Württemberg.
Lottstetten é um município no distrito de Waldshut em Baden-Württemberg.
Cruzamentos de fronteiras nas estradas para a Suíça se situam perto de Lottstetten, para Rafz no cantão de Zurich, Lottstetten para Solgen também no município de Rafz, e Nack para Ischlägno município de Rüdlingen, no cantão de Schaffhausen.